# 傑氏環鰩
傑氏環鰩（學名：Orbiraja jensenae），為軟骨魚綱鰩目鰩科環鰩屬的一種，分布於西太平洋菲律賓海域，深度110至118公尺，本魚體盤呈菱形，其寬度為體長的59-71%，是其長度的1.1-1.2倍，上顎前長為體長的17-18％，腹頭長為體長的29-32％，吻長為眶間寬的3.3-3.4倍，眶徑為眶間寬度的67-85%，第一背鰭高為基長的2.0-2.7倍，前尾長長，其從第一背鰭起點至尾尖的距離為第一背鰭基長的3.1-4倍，尾鰭長的3.2-6.3倍，腹鰭中等，後葉長為體長的16-18％，前葉長為後葉的71-83％，上顎有61-76排牙齒，體上部棕色和白色斑點，有大塊深色胸部斑點，邊緣有較小的白色斑點，吻軟骨與口鼻部其餘部分有明顯差異，腹面白色，胸鰭外緣黃色，腹側感覺孔微小、不明顯、無黑邊或無灰色斑點，背鰭前部顏色較暗，後部顏色較淺，尾鰭呈淺色或褐色，體長可達53.3公分，棲息在大陸棚海域，為底棲性魚類，肉食性，卵生，生活習性不明。